# هامان (کتاب استر)

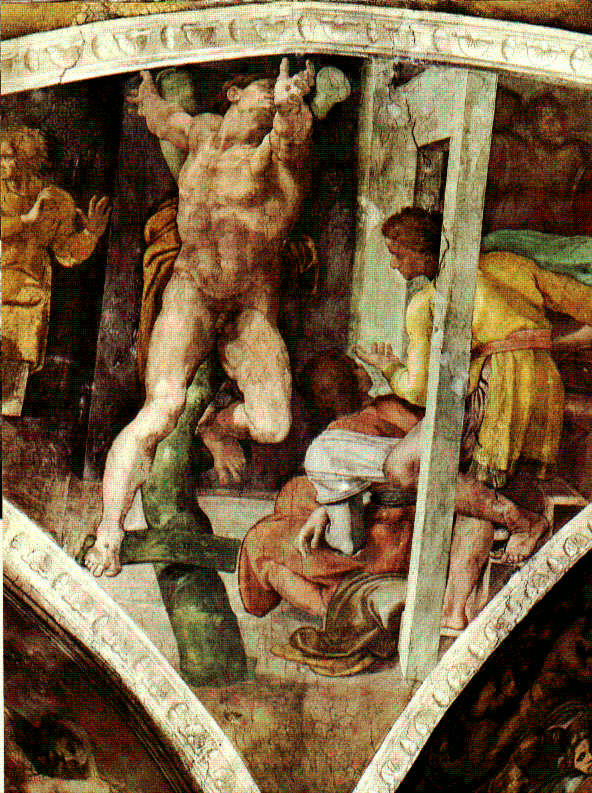
تنبیه ، اثر میکل‌آنژ

هامان ((به عبری: המן האגגי)، به معنی «شکوهمند») (به انگلیسی: Haman) شخصیتی در کتاب استر در عهد عتیق است.
او پسر همداتای اجاجی و وزیر اَخْشُورُش (احتمالا خشایارشا) پادشاه ایران بود. از آنجایی که اجاج لقب شاهان عمالیقی بود، علمای یهودی تصور کرده‌اند که هامان از نسل خاندان سلطنتی عمالیقی باشد، و او یا پدرش به صورت اسیر وارد سرزمین پارس شده باشد. سجده نکردن مردخای در برابر او، باعث بدبینی او به یهودیان شد. وی توانست رضایت اَخْشُورُش را برای قتل یهودیان جلب کند. ملکه استر، که همسر پادشاه و یهودی بود، پادرمیانی کرده، نقشهٔ هامان خنثی شد و در نهایت، هامان به دستور پادشاه اعدام شد. یهودیان سالروز اعدام هامان را (براساس کتاب داستانی استر) در عید پوریم جشن می‌گیرند.
ریشه پوریم: به نظر می رسد این جشن ریشه در پیروزی فرعون در مبارزه او با خدای موسی داشته باشد. فرعون پس از آنکه به وزیرش هامان دستور داد که برج بزرگی از گل پخته بسازد با تیروکمان به سوی خدای آسمانها تیری انداخت. این تیر به امر خداوند به خون ماهی آغشته شد. پس از آن به دستور فرعون جشنی گرفته شد. قوم فرعون این جشن را هرساله به پا می کردند. بنظر می رسد این جشن غلط هرساله به سنت انحرافی با نام پوریم تداوم یافته باشد. 

## ابهام در مورد کتاب استر

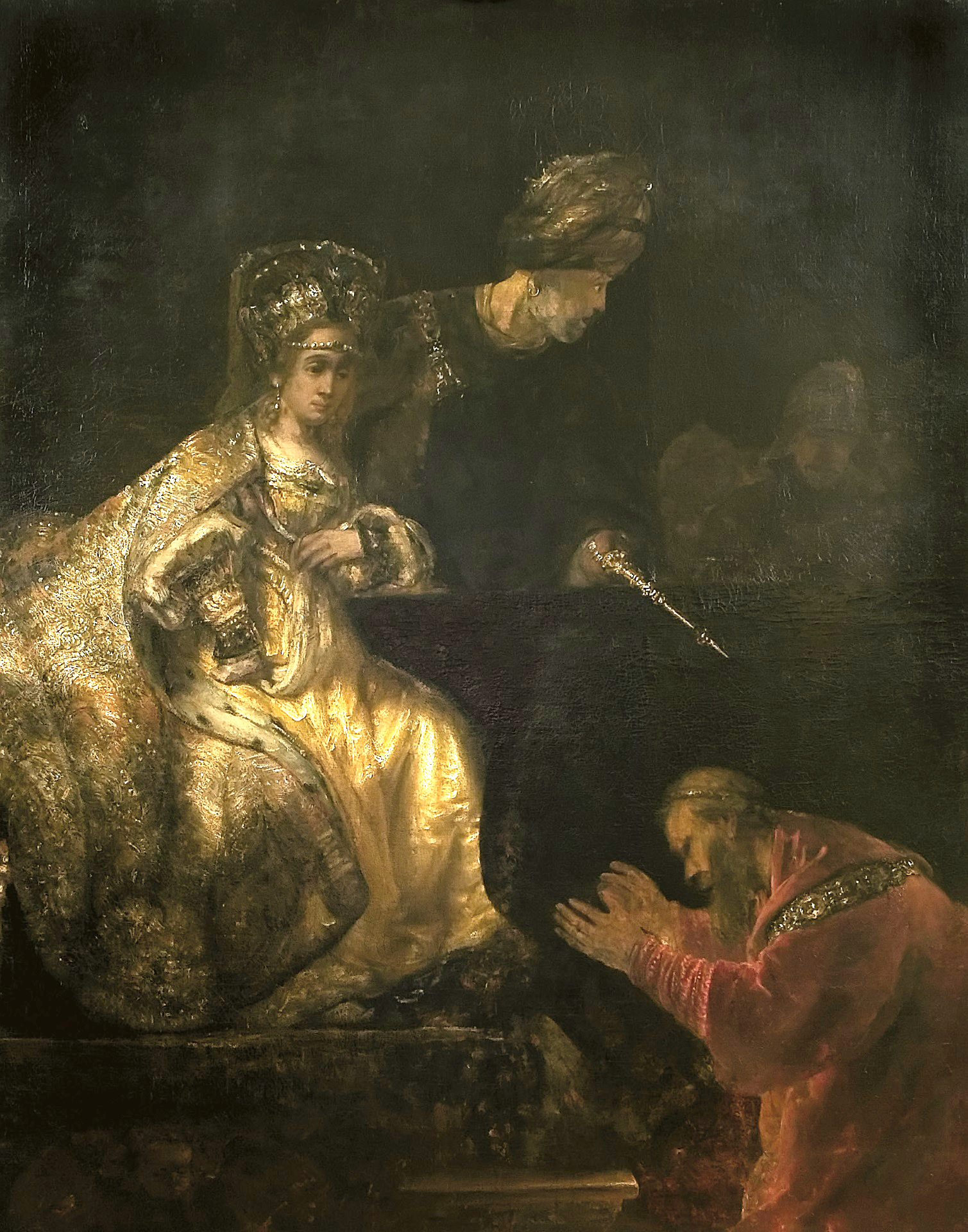
هامان طلب بخشش از استر اثر رامبراند

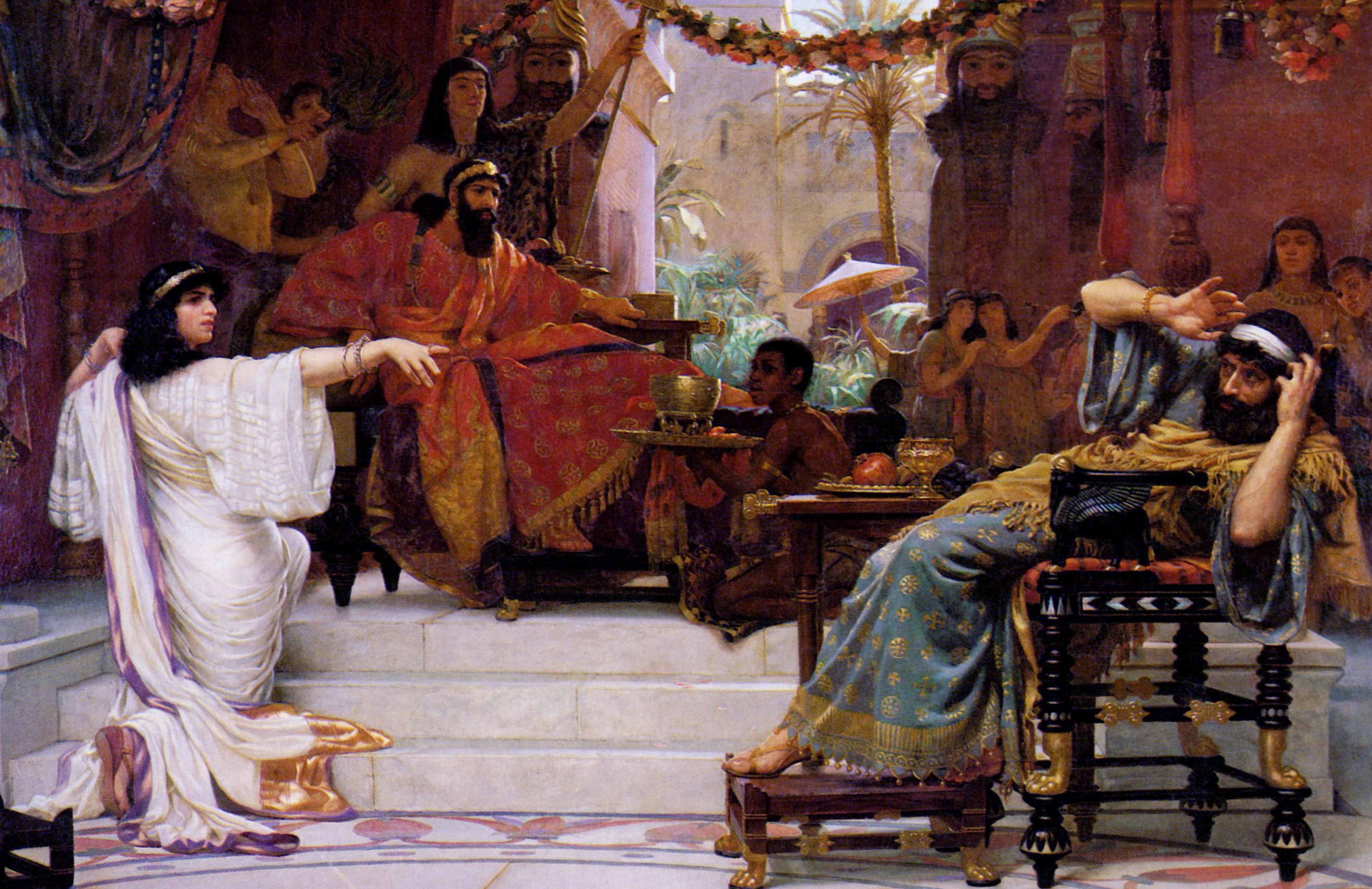
استر در حال تقبیح هامان اثر ارنست نورماند

دانشنامه بریتانیکا در نوشتار مربوط به عید پوریم می‌نویسد: حقیقت تاریخی این واقعه کتاب مقدس، معمولاً مورد سؤال است. در مورد جشن پوریم نیز هر چند مشخص است که عید پوریم تا حدود قرن دوم میلادی به سنتی تثبیت شده در میان یهودیان تبدیل شده بوده، ریشه تاریخی این جشن ناشناخته‌است. در این دانشنامه در هنگام بررسی تأثیرات تمدن ایران زمین بر یهودیت چنین آمده‌است که ماجرای پوریم از کتاب استر در واقع یکی از قصه‌های ایرانی در مورد زیرکی و خدعه‌های شهبانوهای ایرانی در درون اندرونی‌های پادشاهان و خود عید پوریم نیز به نوعی اقتباس یهودیان از عید نوروز است.
به گفته تاریخچه دنیای کتاب مقدس دانشگاه آکسفورد، اگرچه برخی بنیادگرایان کتاب استر را تاریخی می‌پندارند ولی ژانر ادبی کتاب استر، همانند اکثر کتاب دانیال از نوع رمان است. نه نویسندگان این کتاب قصد بازگویی حوادث گذشته را داشتند، و نه انتظار داشتند که خوانندگان آن را به عنوان تاریخ قلمداد کنند؛ شخصیتی به نام استر وجود خارجی نداشته‌است. با توجه به ژانر ادبی کتاب چند سؤال در ذهن مخاطب مطرح می‌شود از جمله: «چه کسی این کتاب را نوشته؟ قصدش از نگارش این کتاب چه بوده و تا چه حدی به آن رسیده‌است؟ مخاطب این کتاب چه کسی بوده؟ از مقایسه این کتاب و مخاطبان آن با موارد مشابه در دنیای یونانی-رومی چه نتایجی حاصل می‌شود؟»
شائول شاکد، استاد دانشگاه عبری اورشلیم اعتقاد دارد در نوشتار مربوط به پوریم در دانشنامه ایرانیکا، گواهی بر صحت این داستان از دیدگاه تاریخی وجود ندارد و معمولاً در مورد واقعیت تاریخی داستان با شک و تردید نگریسته می‌شود. نظریه‌هایی وجود دارد که داستان بر مبنای اساطیر ایلامی یا بابلی است. هرچند چنین نظری را نمی‌توان با اطمینان پذیرفت. این کتاب را بیشتر می‌توان نمونه‌ای از ژانر مشهور دسیسه‌های درون دربار و نجات یافتن‌های معجزه‌آسا نامید.
به گفته مک‌کولوگ شاید ذراتی از حقیقت در پشت داستان استر باشد ولی کتاب در وضع حاضرش دارای اشتباه و تناقض‌هایی است که باید به عنوان یک افسانه تاریخی (نه روایت تاریخی) قلمداد شود. نام همسر خشایارشا به استناد هرودوت، آمستریس دختر اُتانس بوده درحالی که هیچ اثری از وشتی یا استر در تاریخ هرودوت نیست.
طبق دانشنامه ایرانیکا، کتاب استر یک رمان تاریخی است که سرنوشت یهودیان تبعیدی را در قرن پنجم پیش از میلاد تحت حاکمیت اخشورش (یعنی خشایارشا) روایت می‌کند. موضوع رمان در دربار هخامنشی در شهر شوش رخ می‌دهد. نویسنده آشنایی خوبی با نقشه‌‌برداری شهر و نقل نام‌های پارسی (مموکن،...)، ایلامی (هامان)، و بابلی (مردخای) دارد. وشتی، زن خشایارشا، از دستور شوهر برای حضور در برابر مهمانان سرپیچی می‌کند و در نتیجه، از مقام ملکه‌ای خویش خلع می‌شود و استر یهودی، دختر برادر مردخای، جایش را می‌گیرد. مردخای بر طبق رمان، در بابل توسط نبودکدنضر (کسی که بیش از ۱۰۰ سال پیش از خشایارشا زیست) به اسارت گرفته می‌شود. گرچه به نظر می‌رسد این رمان ٫ در قرن دوم پیش از میلاد رخ داده و کمی جزئیات تاریخی دارد، در قسمت مختلفی روایت‌های مورد اطمینان ارائه می‌کند: جزئیات نحوه زندگی دربار سلطنتی و کارایی روحانیون و توصیف سنت‌های پارسی که در کتاب استر آمده، توسط منابع مستقل تأیید شده‌است.
تاریخچه یهودیت کمبریج می‌نویسد نویسنده کتاب استر ممکن است نام‌های ایرانی یا ایلامی برای کتابش را می‌دانسته ولی نشان داده نشده که نویسنده اطلاعات دست اولی راجع به وضعیت جغرافیایی قصر در شوش یا فضای حاکم در دربار ایران داشته‌است. اگر چه تاریخی بودن کتاب به دلیل وجود غیر محتملات زیر سؤال می‌رود ولی افسانه بودن داستان به معنی این نیست که از داخل خلأ زاده شده‌است. بدون شک داستان بر پایه اتفاقی تاریخی که در شوش افتاده بنا شده‌است، هرچند تشخیص ماهیت این اتفاق سخت می‌باشد. همچنین عید پوریم قبل از نگارش کتاب استر جشن گرفته می‌شده و این داستان سعی در توجیه این جشن کرده‌است.